# 程士范
程士范（1892年—1960年），安徽绩溪人，中华人民共和国政治人物。

## 生平
担任安徽省工业厅厅长、参事室主任、安徽省政协副主席。1954年，当选第一届全国人民代表大会代表。